# Новоштокавски дијалекти
Новоштокавски дијалекти су дијалекти српског језика који се говоре на простору средње, јужне и сјеверне зоне штокавског нарјечја, на територијама данашње Босне и Херцеговине, Србије, Хрватске и Црне Горе. Дијалекти садрже сва три рефлекса јата, тј. они су и ијекавски и екавски и икавски говори.
У новоштокавске дијалекте спадају источнохерцеговачки-крајишки и шумадијско-војвођански дијалекат.
Главна особина ових дијалеката је иновација у оквирају нарјечја на свим нивоима језичке структуре. Развој ових дијалеката се одвијао тако што су упрошћавани постојећи језички системи смањивањем обимног инвертара језичких јединица.
Свим дијалектима је заједнички четвероакцентски тонски систем, фонотактика и већина фонолошких промјена, синтетичка деклинација, конјугација, основне законитости у творби ријечи, синтаксе и реда ријечи.
Разлике ових дијалеката су у устроју система, броју фонолошких и морфолошких категорија и у самој реализацији језичких јединица у појединим говорним областима.